# Зоран Ставревський
Зоран Ставревський (Ставреські) (мак. Зоран Ставревски (Ставрески); 29 жовтня 1964, Охрид) — македонський політик, віце-прем'єр і міністр фінансів Республіки Македонії. Член ВМРО-ДПМНЄ.

## Освіта
Зоран Ставревський закінчив економічний факультет Університету св. Кирила і Мефодія в Скоп'є в 1987 році. У 1997 році там же отримав ступінь магістра економіки.
Володіє англійською мовою.

## Кар'єра
- У 1993—2000 роках Ставревський працював у Народному банку Республіки Македонії.
- З 2000 по 2001 року — заступник міністра фінансів Республіки Македонії.
- З 2001 по 2006 рік — на різних посадах у Світовому банку.
- У серпні 2006 року призначений віце-прем'єром з економічних питань в уряді Николи Груєвського.
- У липні 2009 року став віце-прем'єром і міністром фінансів Республіки Македонії.

## Сім'я
Зоран Ставревський одружений і має одну дитину.